# Hroznětín (Číhošť)
Hroznětín (německy Rosnotin) je vesnice a část obce Číhošť v okrese Havlíčkův Brod. Nachází se asi 1,5 kilometru severovýchodně od Číhoště v nadmořské výšce 532 metrů. Severně od vesnice se rozprostírá rozlehlý Chraňbožský les. Vesnicí protéká potok Leština, který severovýchodně od vsi teče přes přírodní rezervaci Hroznětínskou louku a olšinu s výskytem bledule jarní.

## Historie
Roku 1578 vesnici koupil Jaroslav Trčka z Lípy na Větrném Jeníkově a připojil ji k ledečskému panství.

## Obyvatelstvo
| Rok            | 1869 | 1880 | 1890 | 1900 | 1910 | 1921 | 1930 | 1950 | 1961 | 1970 | 1980 | 1991 | 2001 | 2011 | 2021 |
| -------------- | ---- | ---- | ---- | ---- | ---- | ---- | ---- | ---- | ---- | ---- | ---- | ---- | ---- | ---- | ---- |
| Počet obyvatel | 117  | 108  | 102  | 102  | 101  | 94   | 88   | 66   | 91   | 80   | 53   | 46   | 39   | 38   | 35   |
| Počet domů     | 14   | 15   | 15   | 14   | 14   | 15   | 18   | 18   | 18   | 21   | 16   | 21   | 22   | 23   | 23   |

## Pamětihodnosti
- Mariánská kaple na návsi postavená v roce 1907

## Galerie

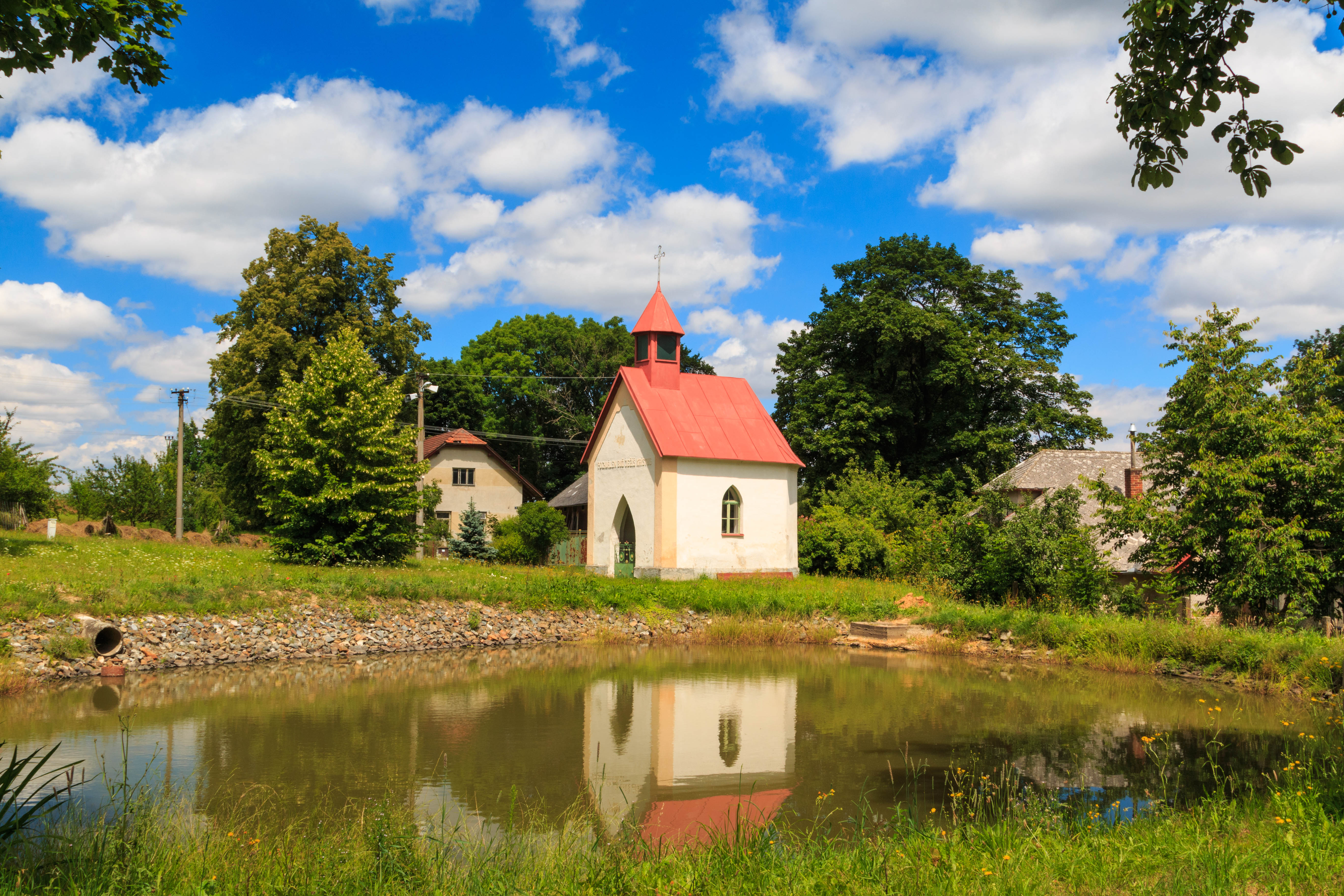
Hroznětín kaple
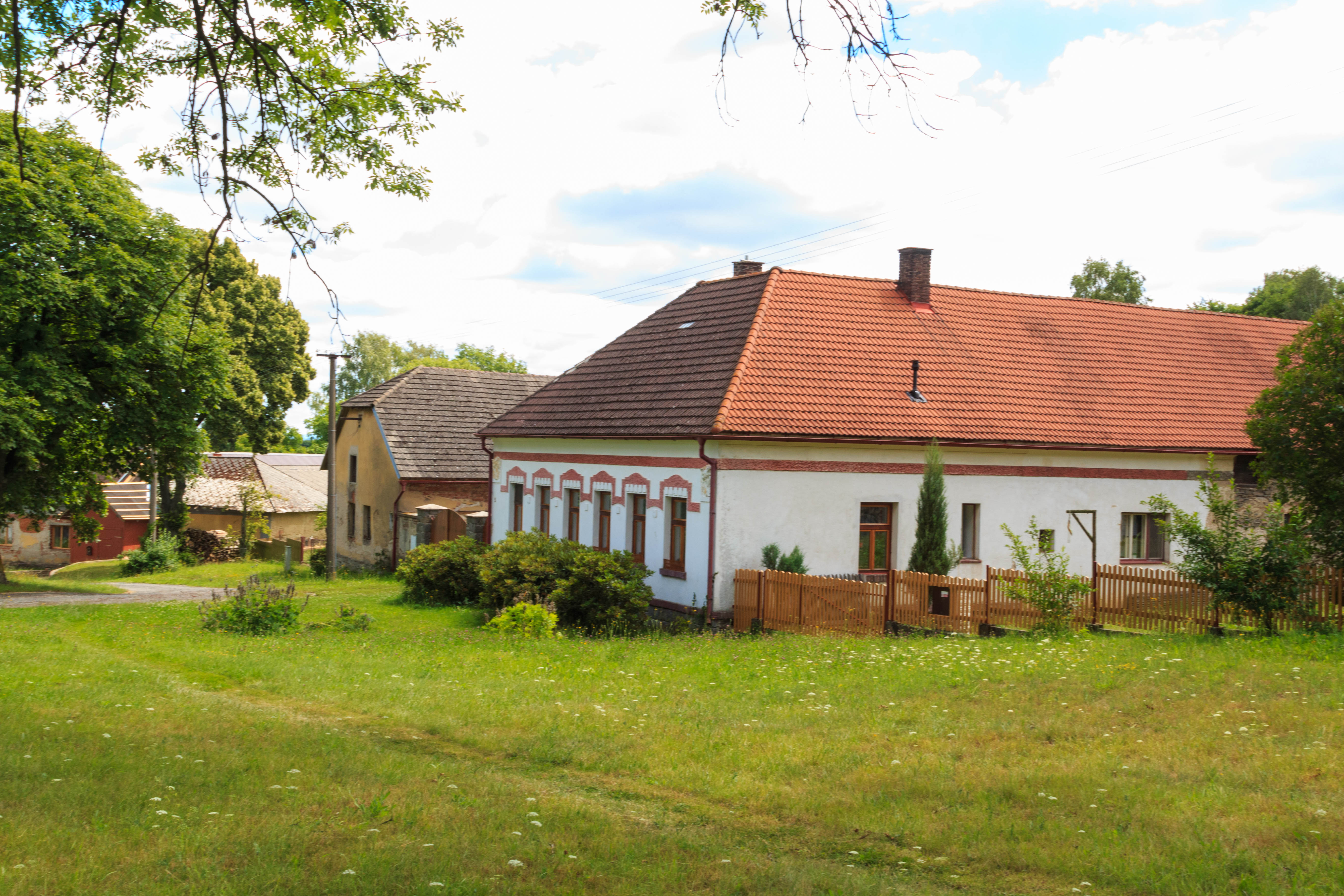
Hroznětín čp. 5
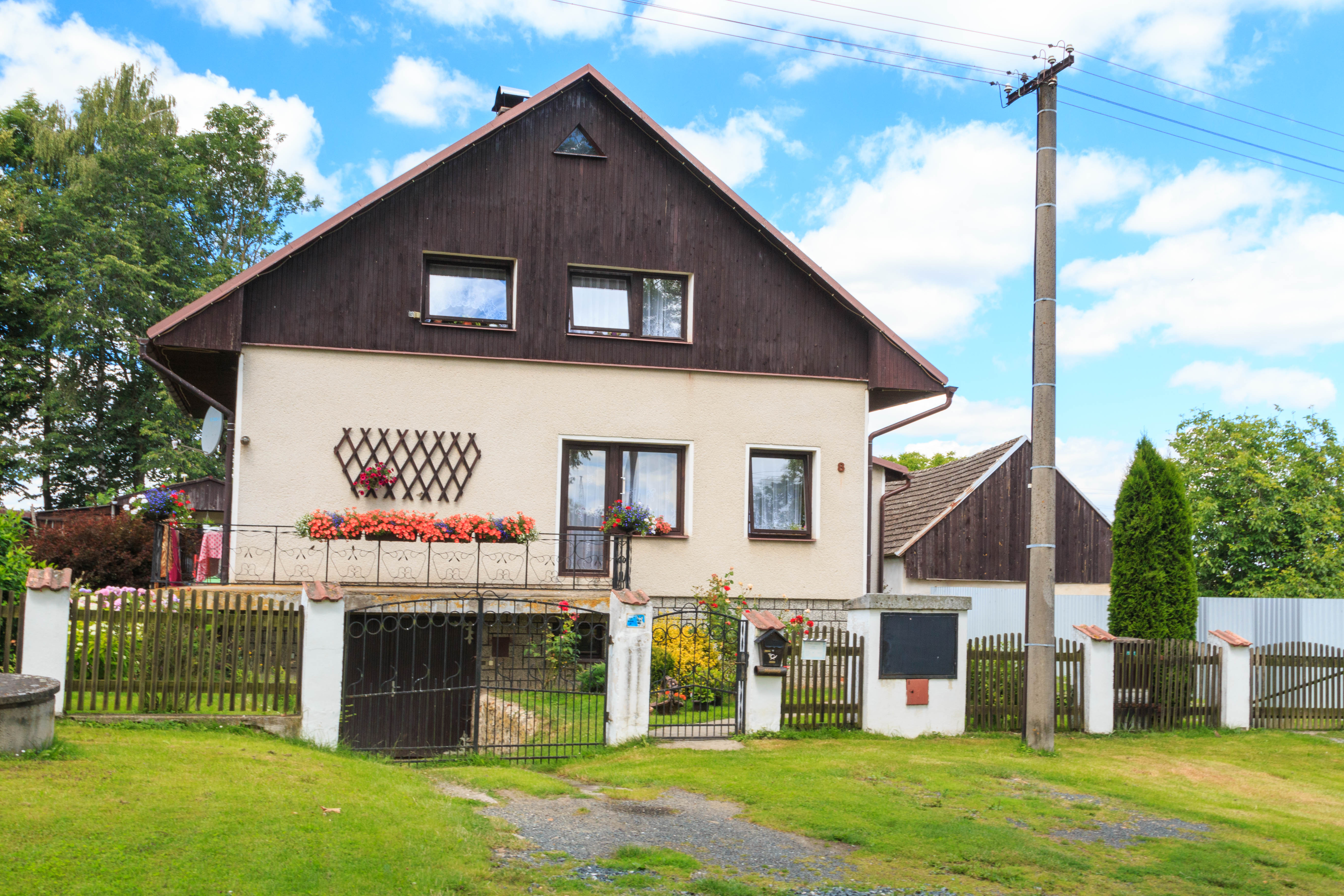
Hroznětín čp. 8
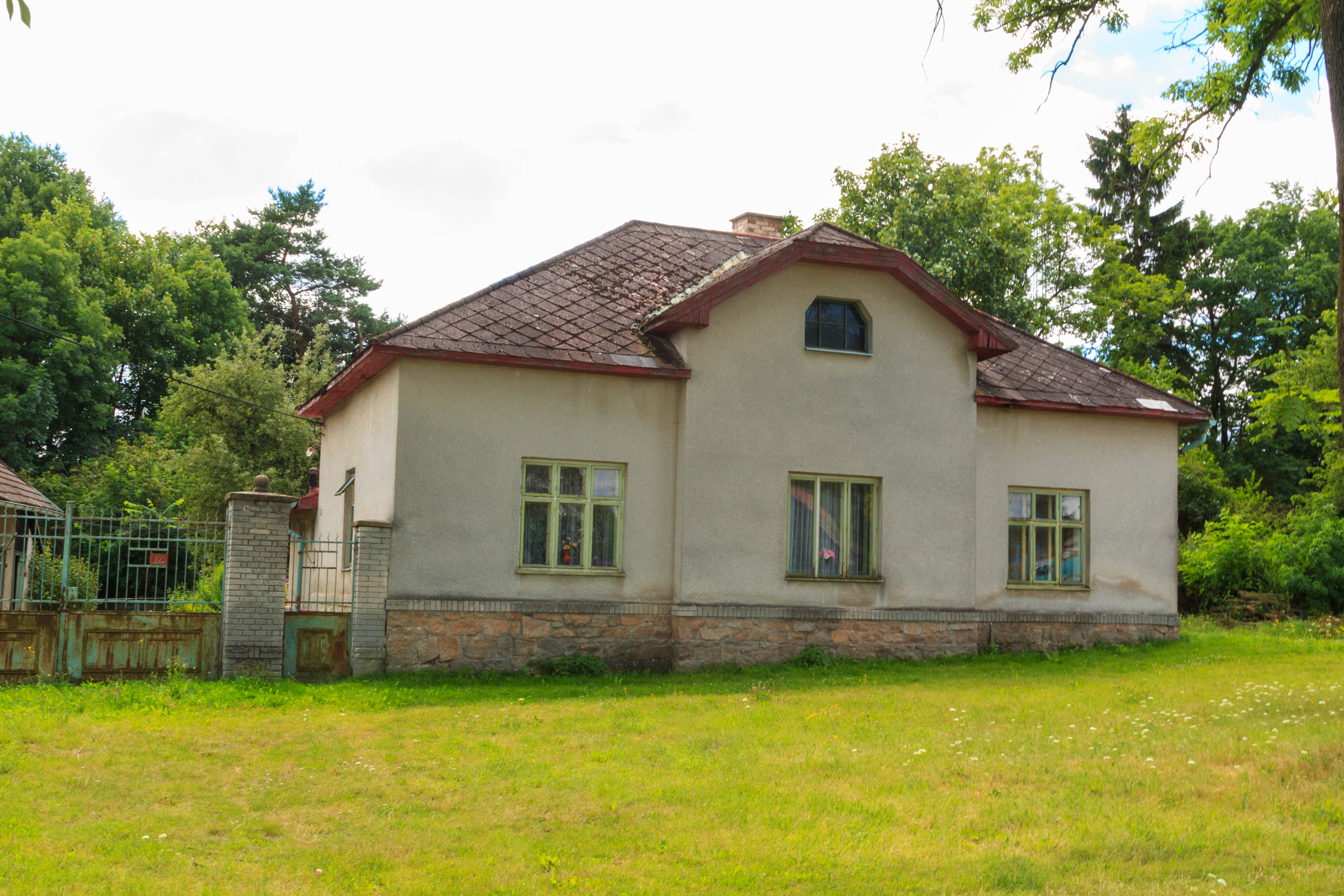
Hroznětín čp. 14